# Mésangium
Le mésangium est une structure du glomérule rénal associée aux capillaires et en continuité avec les muscles lisses des artérioles. Comme son nom l'indique, il est situé parmi (meso) les capillaires (angium), mais à l'extérieur de leur lumière et à l'intérieur de la membrane basale du glomérule, qui enveloppe à la fois les capillaires et le mésangium. Ce dernier assure de multiples fonctions dans le glomérule, notamment en assurant un soutien structurel aux capillaires et en participant à la régulation de la filtration.
A. Corpuscule rénal, bleu ciel

B. Tubule proximal, orange à droite

Coupe schématique d'un. La structure bleue est la capsule de Bowman (2 et 3), celle en rose est le glomérule avec ses capillaires. À gauche, le sang circule de l'artériole afférente (9) à travers les capillaires (10) et vers l'artériole efférente (11). Le mésangium (5a et 5b) est la structure en violet entre les capillaires à l'intérieur du glomérule et se prolongeant à gauche à l'extérieur de ce dernier.

C. Tube contourné distal, violet à gauche

D. Appareil juxtaglomérulaire, à gauche

1. Membrane basale glomérulaire

2. Capsule de Bowman – couche pariétale 

3. Capsule de Bowman – couche viscérale 

3a. Pédicelles du podocyte

3b. Podocyte

4. Chambre urinaire

5. Mésangium

5a. Mésangium – Cellules intraglomérulaire

5b. Mésangium – Cellules extraglomérulaire

6. Cellules granuleuses de l'appareil juxtaglomérulaire

7. Macula densa

8. Myocytes lisses

9. Artériole afférente

10. Anses capillaires

11. Artériole efférente

Le terme mésangium est souvent utilisé de manière interchangeable avec celui de cellule mésangiale (en), mais dans ce cas il se réfère spécifiquement aux cellules mésangiales intraglomérulaires. Ces cellules sécrètent la matière amorphe ressemblant à la membrane basale et appelée matrice mésangiale. Elles sont typiquement séparées de la lumière des capillaires par les cellules endothéliales.